# It All Came True
It All Came True é um filme de comédia musical estadunidense de 1940 dirigido por Lewis Seiler, estrelado por Ann Sheridan e Humphrey Bogart. O roteiro é baseado no romance Better Than Life de Louis Bromfield.

## Sinopse
A ex-showgirl Sarah Ryan e o compositor Tommy Taylor se mudam para um pensão administrada por suas mães Maggie e Norah. Tommy traz consigo o Sr. Grasselli, um "nervosinho" que geralmente passa muito tempo sozinho. Sarah o reconhece como sendo o gangster Chips Maguire. Chips matou um informante da polícia com a arma de Tommy, e então passou a chantageá-lo.

## Elenco
- Ann Sheridan ... Sarah Jane Ryan
- Humphrey Bogart ... Grasselli/Chips Maguire
- Jeffrey Lynn ... Tommy Taylor
- ZaSu Pitts ... Miss Flint
- Una O'Connor ... Maggie Ryan
- Jessie Busley ... Mrs. Nora Taylor
- John Litel ... "Doc" Roberts
- Grant Mitchell ... Mr. Rene Salmon
- Felix Bressart ... O grande Boldini
- Charles Judels ... Henri Pepi de Bordeaux, o garçom
- Brandon Tynan ... Mr. Van Diver
- Howard Hickman ... Mr. Prendergast
- Herb Vigran ... Monks (como Herbert Vigran)